# Мало Турчане
Мало Турчане (мкд. Мало Турчане) је насељено место у Северној Македонији, у северозападном делу државе. Мало Турчане припада општини Гостивар.

## Географски положај
Насеље Мало Турчане је смештено у северозападном делу Северне Македоније. Од најближег већег града, Гостивара, насеље је удаљено 3 km источно.
Мало Турчане се налази у горњем делу историјске области Полог. Насеље је положено на јужном ободу Полошког поља. Северозападно од насеља пружа се поље, а источно се издиже Сува гора. Надморска висина насеља је приближно 530 метара.
Клима у насељу је умерено континентална.

## Историја
У Малом Турчану је 1900. године отворена српска школа. После пет месеци њеног рада, 29. маја је ту боравио школски ревизор Јован Митрановић управитељ тетовских школа. Јавни годишњи испит, протекао је успешније него што се очекивало.

## Становништво
По попису становништва из 2002. године Мало Турчане је имало 1.013 становника.
Претежно становништво у насељу су Албанци (99%).
Већинска вероисповест у насељу је ислам.